# Phaenandrogomphus yunnanensis
Phaenandrogomphus yunnanensis là loài chuồn chuồn trong họ Gomphidae. Loài này được Zhou miêu tả khoa học đầu tiên năm 1999.